# Тутакі (дегестан)
Тутакі (перс. توتکی) — дегестан в Ірані, в Центральному бахші, в шагрестані Сіяхкаль остану Ґілян. За даними перепису 2006 року, його населення становило 4707 осіб, які проживали у складі 1256 сімей.

## Населені пункти
До складу дегестану входять такі населені пункти:
- Аґузбон
- Аґузчал
- Азарче
- Анґульвар
- Асбраган
- Асу
- Ашкемаджан-Паглю
- Бабакух
- Бала-Руд
- Біджар-Сара
- Валеніспі
- Ґалеш-Замін
- Джаншеруд
- Ербе-Бон
- Есфандіярсара
- Зізакеш
- Зія-Кух
- Каландан-е-Бала
- Каландан-е-Паїн
- Кашал
- Кашкі
- Кіш-Чал
- Кіяруд
- Когне-Сара
- Коланді
- Корф-Поште
- Корф-Поште-Ґалеші
- Корф-Поште-Ільяті
- Корф-Поште-Тазеабад
- Лакаран
- Лашкадж
- Ліале-Кол-є-Бала
- Ліале-Кол-є-Паїн
- Ліш
- Лунак
- Луша-Дег
- Меграбан
- Ніспі
- Піле-Сара
- Ранґал
- Салех-Кух
- Сардешт
- Се-Чеке
- Сікаш
- Сіях-Біджар
- Сут-Ґавабер
- Ті-Ті-Карвансара
- Туканде
- Тутакі
- Туші
- Чалак-Саракі
- Шабхус-Лат
- Якаварак